# Demonized
Demonized é o quinto álbum de estúdio da banda grega de black metal Astarte, lançado em 9 de abril de 2007 pela Avantgarde Music. A vocalista Tristessa faleceu em 2014, tornando este o último álbum da banda com ela.

## Faixas
| N.º            | Título                                    | Duração |  |
| 1.             | "Mutter Astarte"                          | 4:43    |  |
| 2.             | "God I Hate Them All"                     | 5:11    |  |
| 3.             | "Lost"                                    | 4:53    |  |
| 4.             | "Whispers of Chaos"                       | 0:33    |  |
| 5.             | "Demonized"                               | 3:59    |  |
| 6.             | "Lycon"                                   | 5:41    |  |
| 7.             | "Queen of the Damned" (com Attila Csihar) | 5:29    |  |
| 8.             | "Heart of Flames (Burn)"                  | 5:36    |  |
| 9.             | "God Among Men"                           | 5:05    |  |
| 10.            | "Everlast"                                | 3:33    |  |
| 11.            | "Black at Heart" (com Angela Gossow)      | 4:47    |  |
| 12.            | "Black Star"                              | 5:28    |  |
| 13.            | "Princess of the Dawn"                    | 5:17    |  |
| 14.            | "Everlast II (Phoenix Rising)"            | 6:45    |  |
| Duração total: | Duração total:                            | 67:00   |  |